# Mistrzostwa Europy U-19 w Piłce Nożnej 2014
Mistrzostwa Europy U-19 w piłce nożnej 2014 – turniej piłkarski, który odbywał się w dniach 19-31 lipca 2014 roku na Węgrzech. Była to 13. edycja tych rozgrywek, po zmianie jej formuły w 2002 roku z Mistrzostw Europy U-18 na U-19.
W turnieju mogli brać udział wyłącznie piłkarze urodzeni po 1 stycznia 1995 roku.
Awans do meczów półfinałowych Mistrzostw lub zajęcie trzeciego miejsca w grupie oznacza, że dana reprezentacja automatycznie uzyskuje prawo do występu w Mistrzostwach Świata U-20 w Piłce Nożnej 2015, które odbędą się w Nowej Zelandii.

## Kwalifikacje
Eliminacje do turnieju głównego zostały przeprowadzone w dwóch fazach. W pierwszej fazie kwalifikacyjnej 52 reprezentacje (zwolnieni z udziału w tej fazie byli tylko gospodarze Węgrzy oraz najwyżej sklasyfikowana reprezentacja w rankingu UEFA - Hiszpania, która automatycznie awansowała do drugiej fazy) zostały podzielone na dwa koszyki po 26 zespołów. Losowanie grup eliminacyjnych zostało przeprowadzone 5 grudnia 2012 roku w Nyonie. Do każdej z 13 wylosowanych grup trafiły po dwie drużyny z każdego koszyka. Mecze tej fazy były rozgrywane w terminie 6 września - 19 listopada 2013 roku, w formie "mini-turniejów", gdzie w każdej grupie jeden z krajów był gospodarzem i w tym kraju rozgrywano wszystkie mecze. Awans do drugiej fazy turnieju uzyskiwały dwie najlepsze drużyny z każdej grupy oraz najwyżej sklasyfikowana drużyna z trzeciego miejsca.
W drugiej fazie kwalifikacyjnej drużyny zostały podzielone na cztery koszyki po siedem zespołów (w tej fazie do rywalizacji dołączyli Hiszpanie) i w ten sposób wylosowano siedem grup eliminacyjnych. Losowanie odbyło się 28 listopada 2013 roku w Nyonie. Sposób przeprowadzenia eliminacji był identyczny jak w pierwszej fazie, przy czym teraz tylko najlepsza drużyna z każdej grupy kwalifikowała się do turnieju finałowego.

## Finaliści
| Finalista  | Sposób kwalifikacji  |
| ---------- | -------------------- |
| Węgry      | Awans jako gospodarz |
| Ukraina    | Zwycięzca grupy 1    |
| Bułgaria   | Zwycięzca grupy 2    |
| Izrael     | Zwycięzca grupy 3    |
| Serbia     | Zwycięzca grupy 4    |
| Niemcy     | Zwycięzca grupy 5    |
| Austria    | Zwycięzca grupy 6    |
| Portugalia | Zwycięzca grupy 7    |

## Stadiony
Mistrzostwa były rozgrywane na czterech obiektach w czterech miastach.
| Stadion                | Miasto    | Pojemność | Mecze                                   | Ref   |
| ---------------------- | --------- | --------- | --------------------------------------- | ----- |
| Stadion Ferenca Szuszy | Budapeszt | 12 700    | 3 mecze fazy grupowej, półfinał i finał | .     |
| Pancho Arena           | Felcsút   | 3 672     | 3 mecze fazy grupowej i półfinał        | [ 7 ] |
| ETO Park               | Győr      | 13 772    | 3 mecze fazy grupowej                   | [ 8 ] |
| Perutz Stadion         | Pápa      | 3 118     | 3 mecze fazy grupowej                   | [ 9 ] |

## Faza grupowa
| Kolory w tabeli grup                                                                        |
| ------------------------------------------------------------------------------------------- |
| Awans do półfinału Mistrzostw Europy oraz prawo gry w Mistrzostwach Świata U-20 w 2015 roku |
| Awans do Mistrzostw Świata U-20 w 2015 roku                                                 |

Zasady ustalania kolejności w tabeli:
1. liczba zdobytych punktów w całej rundzie;
2. liczba punktów zdobyta w meczach bezpośrednich;
3. różnica bramek w meczach bezpośrednich;
4. liczba bramek strzelonych w meczach bezpośrednich;
5. różnica bramek w całej rundzie;
6. liczba zdobytych bramek w całej rundzie;
7. pozycja w rankingu Fair play;
8. losowanie

### Grupa A
| Zespół          | Pkt | M | W | R | P | Br+ | Br- | +/- |
| --------------- | --- | - | - | - | - | --- | --- | --- |
| Portugalia U-19 | 9   | 3 | 3 | 0 | 0 | 11  | 2   | +9  |
| Austria U-19    | 6   | 3 | 2 | 0 | 1 | 7   | 3   | +4  |
| Węgry U-19      | 3   | 3 | 1 | 0 | 2 | 4   | 10  | -6  |
| Izrael U-19     | 0   | 3 | 0 | 0 | 3 | 1   | 8   | -7  |

| 19 lipca 2014 18:00 CET | Portugalia U-19 · Lopes 39', 78' · Silva 64' | 3:0Raport | Izrael U-19 | Pancho Arena, Felcsút Widzów: 397 Sędzia: István Kovács |
|                         |                                              |           |             |                                                         |

| 19 lipca 2014 18:30 CET | Węgry U-19 · Varga 60' | 1:3Raport | Austria U-19 · Bytyqi 15' (k.) · Blutsch 18' · Michorl 48' | Stadion Ferenca Szuszy, Budapeszt Widzów: 9,762 Sędzia: Xavier Fernández |
|                         |                        |           |                                                            |                                                                          |

| 22 lipca 2014 18:00 CET | Austria U-19 · Bytyqi 28' (k.) · Grillitsch 42' · Grubeck 73' | 3:0Raport | Izrael U-19 | Stadion Ferenca Szuszy, Budapeszt Widzów: 456 Sędzia: Enea Jorgji |
|                         |                                                               |           |             |                                                                   |

| 22 lipca 2014 20:30 CET | Węgry U-19 · Mervó 73' | 1:6Raport | Portugalia U-19 · Rodrigues 32' (k.) · Silva 45', 66', 89', 90+2' · Martins 75' | Pancho Arena, Felcsút Widzów: 3,695 Sędzia: Tore Hansen |
|                         |                        |           |                                                                                 |                                                         |

| 25 lipca 2014 18:00 CET | Izrael U-19 · Hugy 36' | 1:2Raport | Węgry U-19 · Kalmár 25' · Balogh 39' | Stadion Ferenca Szuszy, Budapeszt Widzów: 3,945 Sędzia: Kevin Clancy |
|                         |                        |           |                                      |                                                                      |

| 25 lipca 2014 18:00 CET | Austria U-19 · Grillitsch 46' | 1:2Raport | Portugalia U-19 · Podstawski 41' · Baldé 86' | Pancho Arena, Felcsút Widzów: 954 Sędzia: Stephan Klossner |
|                         |                               |           |                                              |                                                            |

### Grupa B
| Zespół        | Pkt | M | W | R | P | Br+ | Br- | +/- |
| ------------- | --- | - | - | - | - | --- | --- | --- |
| Niemcy U-19   | 7   | 3 | 2 | 1 | 0 | 7   | 2   | +5  |
| Serbia U-19   | 5   | 3 | 1 | 2 | 0 | 4   | 3   | +1  |
| Ukraina U-19  | 4   | 3 | 1 | 1 | 1 | 2   | 3   | -1  |
| Bułgaria U-19 | 0   | 3 | 0 | 0 | 3 | 0   | 5   | -5  |

| 19 lipca 2014 17:15 CET | Ukraina U-19 · Burda 1' | 1:1Raport | Serbia U-19 · Maksimović 7' | ETO Park, Győr Widzów: 300 Sędzia: Stephan Klossner |
|                         |                         |           |                             |                                                     |

| 19 lipca 2014 20:15 CET | Bułgaria U-19 | 0:3Raport | Niemcy U-19 · Selke 1', 56' · Syhre 28' | ETO Park, Győr Widzów: 500 Sędzia: Kevin Clancy |
|                         |               |           |                                         |                                                 |

| 22 lipca 2014 18:00 CET | Niemcy U-19 · Selke 39' · Stark 90+1' | 2:2Raport | Serbia U-19 · Maksimović 32' · Jović 41' | Perutz Stadion, Pápa Widzów: 1 500 Sędzia: Xavier Fernández |
|                         |                                       |           |                                          |                                                             |

| 22 lipca 2014 21:00 CET | Bułgaria U-19 | 0:1Raport | Ukraina U-19 · Tankowskyj 89' | Perutz Stadion, Pápa Widzów: 300 Sędzia: István Kovács |
|                         |               |           |                               |                                                        |

| 25 lipca 2014 20:15 CET | Serbia U-19 · Mandić 90' | 1:0Raport | Bułgaria U-19 | Perutz Stadion, Pápa Widzów: 200 Sędzia: Enea Jorgji |
|                         |                          |           |               |                                                      |

| 25 lipca 2014 20:15 CET | Niemcy U-19 · Selke 3', 66' | 2:0Raport | Ukraina U-19 | ETO Park, Győr Widzów: 650 Sędzia: Tore Hansen |
|                         |                             |           |              |                                                |

## Faza pucharowa

### Półfinały
| 28 lipca 2014 18:00 CET | Niemcy U-19 · Selke 20' · Stendera 30' · Öztunalı 58' · Mukhtar 68' | 4:0Raport | Austria U-19 | Stadion Ferenca Szuszy, Budapeszt Widzów: 923 Sędzia: Kevin Clancy |
|                         |                                                                     |           |              |                                                                    |

| 28 lipca 2014 21:00 CET                        | Portugalia U-19 | 0:0 (dogr.) k. 4:3Raport                                | Serbia U-19 | Pancho Arena, Felcsút Widzów: 1 181 Sędzia: István Kovács |
|                                                |                 |                                                         |             |                                                           |
|                                                |                 | Rzuty karne                                             |             |                                                           |
| Lopes · Silva · Guzzo · Podstawski · Rodrigues |                 | Gaćinović · Zdjelar · Ristić · Jokić · Milinković-Savić |             |                                                           |

### Finał
| 31 lipca 2014 19:00 CET | Portugalia U-19 | 0:1Raport | Niemcy U-19 · Mukhtar 39' | Stadion Ferenca Szuszy, Budapeszt Widzów: 7 343 Sędzia: Xavier Fernández |
|                         |                 |           |                           |                                                                          |

## Najlepsi strzelcy
| Bramki | Strzelec      |               |
| ------ | ------------- | ------------- |
| 6      | Davie Selke   |               |
| 5      | André Silva   |               |
| 2      | 5 zawodników  | 5 zawodników  |
| 1      | 20 zawodników | 20 zawodników |